# Léon-Pierre Raybaud
Pour les articles homonymes, voir Raybaud.
Léon-Pierre Raybaud, né le 3 mai 1934 à Nice et mort le 3 mars 2024 à Saint-Jean (Haute-Garonne), est un historien du droit et homme politique français.

## Biographie
Léon-Pierre est le fils de Joseph Raybaud, sénateur, président du conseil général des Alpes-Maritimes et maire de Levens. Il a été maire de Levens en succédant à son père, et gouverneur du district 1700 au Rotary International.
Docteur de la faculté de droit de Paris en 1963, Léon-Pierre Raybaud a été professeur à l'université Toulouse-I-Capitole,.
Il reçoit le prix de thèse de l'Association des historiens des facultés de droit en 1964.
Léon-Pierre Raybaud meurt le 3 mars 2024 à l'âge de 89 ans.

## Publications
- Essai sur le Sénat de Constantinople : des origines au règne de Léon VI le Sage, Éditions Joseph Vrin, 1963
- Papauté et pouvoir temporel sous les pontificats de Clément XII et Benoît XIV (1730-1758), Éditions Joseph Vrin, 1963
- Le prince dans la France des XVIe et XVIIe siècles, en collaboration avec Claude Bontems et Jean-Pierre Brancourt, PUF, 1965
- Le gouvernement et l'administration centrale de l'empire byzantin sous les premiers Paléologues (1258-1354), Éditions Sirey, 1968
- Champfleury entre l'étrange et le réel : essai sur son évolution littéraire, 1990

## Mandats
- 1991-1994 : Maire de Levens